# توني كاستانيو
توني كاستانيو (بالإسبانية: Tony Castaño)‏ هو لاعب كرة قاعدة مكسيكي، ولد في 11 فبراير 1911 في بالما سوريانو في كوبا، وتوفي في 13 أكتوبر 1989 في تامبا في الولايات المتحدة.